# 高松いずみ
高松 いずみ（たかまつ いずみ、2002年3月28日 - ）は、日本の陸上競技選手、中距離走・長距離走。2020年から実業団東京メトロに所属。

## 経歴
木曽町立開田中学校卒業、長野東高等学校卒業。
中学・高校時代には駅伝やトラックレースで全国レベルで活躍。中3から全国女子駅伝に連続出場し8区で区間賞を獲得。長野東高校では2学年上に和田有菜、1学年上に小林成美、萩谷楓らがいた。全国高校駅伝に3年連続で出場し2017年の高1時・2018年の高2時にチームが全国準優勝。1年時は準エース区間の2区4.0975kmを、2年時からエース区間の1区6kmを走った。
2018年の高2時は、1区区間賞19:01の廣中璃梨佳（長崎商3年）、2位19:32藤中佑美（愛知・光ヶ丘女子3年）、3位19:33風間歩佳（成田2年）、6位平田歩弓（神村学園3年・チーム総合優勝）、7位木村梨七（仙台育英2年）らに次ぎ区間9位19:41でまとめた。高松や後続の萩谷楓や小林成美らの総合力でチームは総合2位、2年連続の準優勝だった。2019年の高3時は、1区区間賞19:29の小海遥（仙台育英2年・チーム総合優勝）、同2位19:30小倉稜央（和歌山北3年）、3位19:37星野輝麗（常磐2年）らに次ぎ、区間4位19:43と前年同様に安定した記録をマークしたが、チームは総合9位に終わった。この間、沖縄インターハイ1500m5位入賞、アジアユース陸上で3000m2位。
卒業後は東京メトロに所属。同チームは2020年に新設され、志水見千子、鈴木博美らオリンピック経験者が指導している。
2022年6月末に選手引退の旨を自身のInstagramにて発表後、陸上界から姿を消した。
今は地元の長野県に帰っている。

## 主な記録
| 年     | 大会                       | 種目        | 順位     | 備考        |
| ------ | -------------------------- | ----------- | -------- | ----------- |
| 2017年 | 全国女子駅伝               | 8区         | 区間賞   | 長野県10位  |
|        | 全国高校駅伝女子           | 2区         | 区間6位  | 長野東高2位 |
| 2018年 | 全国女子駅伝               | 1区         | 16位     | 長野県9位   |
|        | クロスカントリー日本選手権 | ジュニア4km | 3位      |             |
|        | 全国高校駅伝女子           | 1区         | 区間9位  | 長野東高2位 |
| 2019年 | 全国女子駅伝               | 1区         | 区間17位 | 長野県6位   |
|        | アジアユース陸上           | 3000m       | 銀メダル |             |
|        | 沖縄インターハイ           | 1500m       | 5位      |             |
|        | 沖縄インターハイ           | 3000m       | 9位      |             |
|        | 全国高校駅伝女子           | 1区         | 区間4位  | 長野東高9位 |
| 2020年 | 全国女子駅伝               | 5区         | 区間8位  | 長野県4位   |